# Herbert Bösch
Herbert Bösch (ur. 11 września 1954 w Feldkirch) – austriacki polityk, parlamentarzysta, od 1995 do 2009 poseł do Parlamentu Europejskiego.

## Życiorys
Ukończył w 1978 studia z zakresu socjologii i politologii na Uniwersytecie w Konstancji. Krótko był pracownikiem naukowym, później pozostawał zatrudniony w administracji miejskiej w Bregencji. Od 1989 do 1994 zasiadał w Bundesracie, następnie był deputowanym do Rady Narodowej.
1 stycznia 1995 objął mandat posła do Parlamentu Europejskiego. Utrzymywał go w wyborach powszechnych w 1996, 1999 i 2004, kandydując z listy socjaldemokratów. Był członkiem grupy socjalistycznej, pracował głównie w Komisji Kontroli Budżetowej (przez blisko osiem lat jako jej wiceprzewodniczący, a od 2007 jako jej przewodniczący). W PE zasiadał do 2009.